# Старинки (Александровский район)
Старинки — деревня в Александровском районе Владимирской области России, входит в состав Каринского сельского поселения. 

## География
Расположена в 21 км на юго-запад от центра поселения села Большое Каринское и в 25 км на юго-запад от города Александрова близ границы с Московской областью. 

## История
В XIX — начале XX века деревня входила в состав Ботовской волости Александровского уезда, с 1926 года — в составе Карабановской волости. В 1859 году в деревне числилось 35 дворов, в 1905 году — 47 дворов, в 1926 году — 48 дворов.
С 1929 года деревня входила в состав Нееловского сельсовета Александровского района, с 1941 года — в составе Ново-Воскресенского сельсовета Струнинского района, с 1959 года — в составе Лизуновского сельсовета, с 1965 года — в составе Александровского района, с 2005 года — в составе Каринского сельского поселения.

## Население
| 1859 | 1905 | 1926 | 2002 | 2010 | 2021 |
| ---- | ---- | ---- | ---- | ---- | ---- |
| 196  | ↗287 | ↘269 | ↘6   | ↘1   | ↗2   |